# 藍體副獅子魚
藍體副獅子鱼，为輻鰭魚綱鮋形目杜父魚亞目狮子鱼科的其中一種。分布於北太平洋區，包括日本北海道網走、鄂霍次克海、阿拉斯加、加拿大卑詩省、美國奧勒岡州、華盛頓州及加州等海域，屬深海底棲性魚類，棲息深度在水深1050至3358公尺，體長可達40公分，生活習性不明。

## 外部連結
- Froese, R. & Pauly, D. (eds.) (2012). Paraliparis rosaceus. FishBase. Version 2012-07.